# Гарсія (граф Собрарбе)
Гарсія Хіменес (ісп. Garcí Ximénez; д/н — до 758) — граф Собрарбе у 717—758 роках.

## Життєпис
За легендарною традицією, був нащадком Аудеки, короля свевів. Втім, це сумнівно, напевне, так намагався підтримати свої зазіхання на королівський титул. Ймовірно, походив зі впливового васконського роду. Можливо, був одним з очільників повстання проти вестготського короля Родеріха, що почалося 711 року. Після поразки вестготів того ж року від арабського війська, Гарсія вів далі боротьбу проти вестготів, насамперед Педро, герцога Кантабрії.
Напевне, спочатку Гарсія розглядав арабів як союзників у боротьбі проти короля Агіли II. Згідно з хронікою Педро Альцасуського, 717 року оголосив себе королем. Але вже невдовзі мусив протидіяти арабам, які на той час підкорили майже весь Піренейський півострів. Зрештою, Гарсія вимушений був відступити до гірської фортеці Айнса, де під час битви, коли християни майже були переможені, на верхівці дуба з'явився вогневий хрест, що дало натхнення війську Гарсії перемогти. На честь цієї події, за легендою, названо володіння Гарсії — Собрарбе («sobre arbre» — на дереві) та було засновано лицарський Орден Дуба. Втім Гарсія мусив визнати зверхність арабів, підпорядкувавши еміру Уески. Власне графство Гарсії охоплювала землі між річками Сінка і Гал'єго.
Уклав союз з Одо, герцогом Аквітанії та Васконії. У 724 році натхнений перемогами Пелайо, короля Астурії, та перебування значних військ Аль-Андалуса в Септиманії, підняв повстання проти арабів. Перебіг подій достеменно невідомий. У 732 році спільно з Утаманом бен Абу Низою, намісником пригірських земель, протистояв валі Абдур-Рахману ібн Абдалаху, але зазнав поразки, сховавшись у горах. Поразка останнього у битві при Пуатьє сприяла новому повстанню Гарсії.
734 року звитяжно захищав Памплону, змусивши валі Абд аль-Малік ібн-Катан аль-Фіхрі відступити. Але вже 735 року зазнав поразки від нового валі Укба ібн аль-Хаджая аль-Салулі. У 738 року за допомогою франків відвоював Памплону, яку став зміцнювати.
У 742 році в Аль-Андалусі почалася боротьба за владу, чим скористався Гарсія, ставши фактично незалежним. Уклав союз з Альфонсо I, королем Астурії, спільно з яким з 753 року успішно діяв проти мусульман. 755 року валі Юсуф ібн Абд-ар-Рахман аль-Фіхрі захопив Памплону, рушивши на Собрарбе. Ситуацію врятували нові повстання берберів і арабів проти валі.
Помер Гарсія близько 758 року. Володіння поділили між онуками Гарсією і Хімено Інігесами. Перший став графом Собрарбе, другий — отримав замок Монжардін і Памплону.